# Adam Rooney
Adam Christopher Rooney, né le 21 avril 1988 à Dublin, est un footballeur irlandais. Il évolue au poste d'attaquant des Solihull Moors.

## Carrière

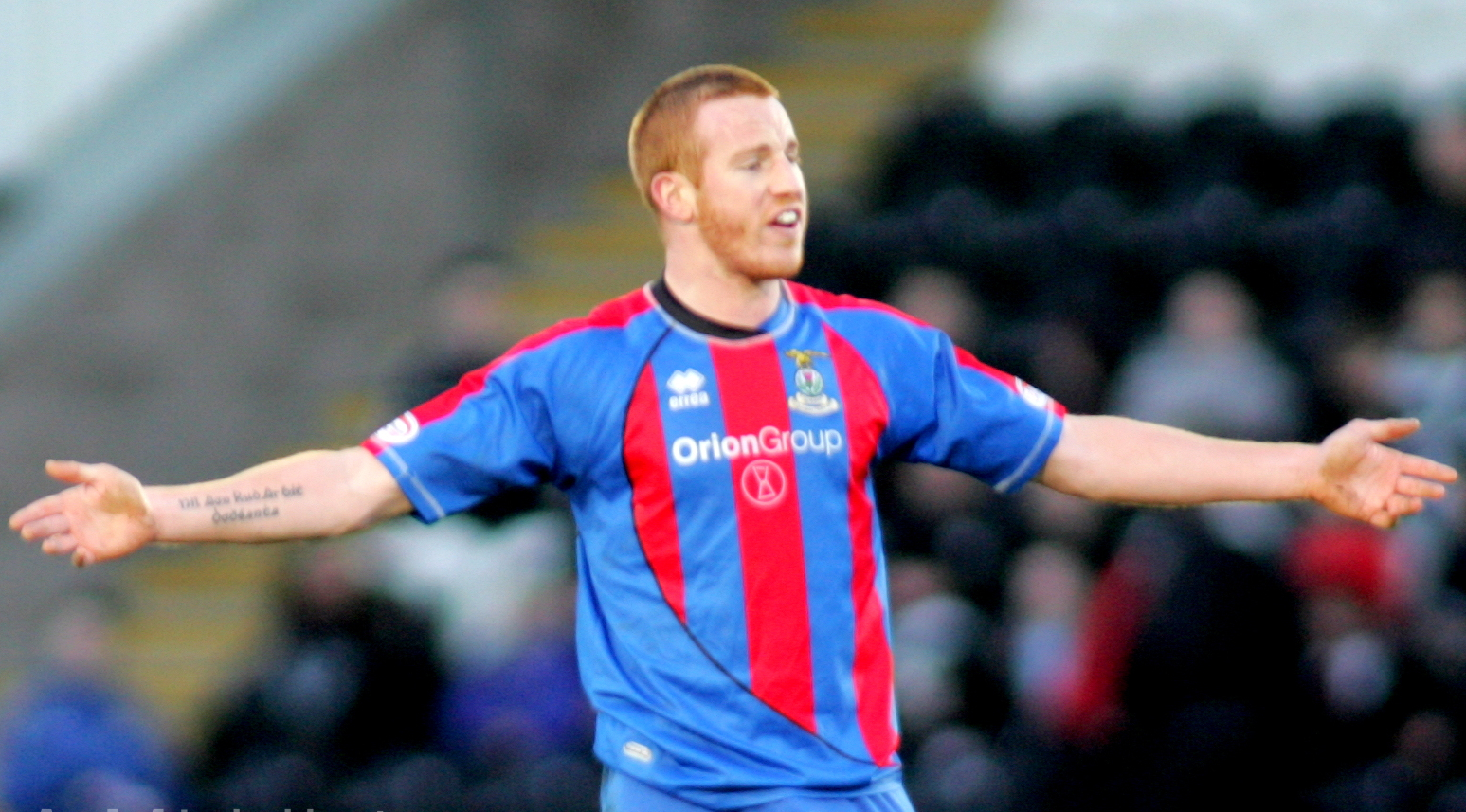
Rooney avec Inverness CT en 2011

Le 17 janvier 2006, il fait ses débuts professionnels en faveur de Stoke City.
Le 13 mars 2020, il s'engage pour une saison et demie en faveur des Solihull Moors, qui évoluent alors en cinquième division.

## Palmarès

### En club
- Inverness Caledonian Thistle
  - Vainqueur du championnat d'Écosse de D2 en 2010.

- Aberdeen
  - Vainqueur de la Coupe de la Ligue en 2014
  - Finaliste de la Coupe de la Ligue en 2016
  - Deuxième du Championnat d'Écosse en 2016
  - Finaliste de la Coupe d'Écosse en 2017

### Distinctions personnelles
- Membre de l'équipe-type du championnat d'Écosse en 2015